# Li Xiaoxia
Li Xiaoxia (chinesisch 李曉霞 / 李晓霞, Pinyin Lǐ Xiǎoxiá; * 16. Januar 1988 in Anshan (Liaoning)) ist eine ehemalige chinesische Tischtennisspielerin. Mit dem Team gewann sie bei Weltmeisterschaften fünfmal und bei Olympischen Spielen zweimal Gold. Im Doppel wurde sie dreimal Weltmeisterin und gewann 21 Mal Gold auf der World Tour. Im Einzel konnte sie als eine von wenigen Spielerinnen alle großen Titel – Weltmeisterschaft, World Cup, Olympische Spiele und Grand Finals mindestens einmal gewinnen. Nach den Olympischen Spielen 2016 beendete sie ihre Karriere.

## Werdegang

Weltranglistenpositionen von Li Xiaoxia

Im Erwachsenenbereich trat Li Xiaoxia 2002 das erste Mal in Erscheinung, als sie bei fünf Pro Tour-Turnieren fünfmal Silber im Doppel mit Guo Yue und einmal Bronze im Einzel gewann. Dadurch rückte sie Ende des Jahres auf Platz 25 der Weltrangliste vor. 2003 nahm sie an der Asienmeisterschaft teil, gewann Gold mit dem Team und erreichte in den drei Individualwettbewerben das Viertelfinale. Bei der Jugend-Weltmeisterschaft holte sie Bronze im Einzel und Gold im Doppel, Mixed und Mannschaftswettbewerb. Ihre erste Goldmedaille auf der Pro Tour sicherte sie sich im Doppelwettbewerb der China Open 2004, im Einzel gewann sie die China Open 2005.
2006 nahm sie das erste Mal an einer Weltmeisterschaft teil – das chinesische Team belegte den ersten Platz –, rückte in die Top 10 der Weltrangliste vor und spielte zum ersten Mal beim World Cup, bei dem sie ins Viertelfinale kam. Im Jahr darauf konnte Li jeweils im Einzel und Doppel Silber bei der Weltmeisterschaft und Gold bei den Grand Finals gewinnen, nachdem sie zuvor auf der Pro Tour sechs Doppel- und drei Einzeltitel geholt hatte. Unter anderem durch ihren Sieg beim World Cup 2008 belegte sie im November dieses Jahres das erste Mal Platz 1 der Weltrangliste. In den nächsten drei Jahren konnte sie zwar, abgesehen von den Asienspielen 2010, keine großen Einzeltitel mehr gewinnen, sodass sie in der Weltrangliste zwischenzeitlich bis auf Rang 8 zurückfiel; im Doppel wurde sie dafür 2009 und 2011 Weltmeisterin und gewann 2011 wieder die Grand Finals. Für den größten Teil des Jahres 2011 stand sie zudem – allerdings zum letzten Mal in ihrer Karriere – an der Spitze der Weltrangliste, und 2012 wurde sie für die Olympischen Spiele nominiert. Dort holte sie ebenso Einzel-Gold wie bei der Weltmeisterschaft 2013 (bei der sie auch im Doppel siegte), wodurch sie alle großen Titel mindestens einmal gewonnen hatte.
Die Goldmedaille im Doppel bei den Grand Finals 2013 war jedoch ihr letzter großer Titel in einem Individualwettbewerb. 2014 gewann sie noch Silber beim World Cup, bei der Weltmeisterschaft im von Verletzungen geprägten Jahr 2015 Bronze im Einzel und Silber im Doppel sowie bei den Olympischen Spielen 2016 Silber im Einzel; Goldmedaillen gab es aber nur noch bei drei World Tour-Turnieren und mit der chinesischen Mannschaft. Nach den Olympischen Spielen in Rio de Janeiro beendete Li ihre Karriere.

## Erfolge

### Weltmeisterschaften
- 2016: Weltmeisterin mit der Mannschaft
- 2015: Vize-Weltmeisterin im Doppel mit Ding Ning
- 2014: Weltmeisterin mit der Mannschaft
- 2013: Weltmeisterin im Einzel und im Doppel mit Guo Yue
- 2012: Weltmeisterin mit der Mannschaft
- 2011: Vize-Weltmeisterin im Einzel, Weltmeisterin im Doppel mit Guo Yue
- 2010: Vize-Weltmeisterin mit der Mannschaft
- 2009: Weltmeisterin im Doppel mit Guo Yue
- 2008: Weltmeisterin mit der Mannschaft
- 2007: Vize-Weltmeisterin im Einzel, Vize-Weltmeisterin im Doppel mit Guo Yue
- 2006: Weltmeisterin mit der Mannschaft

### Olympische Spiele
- 2016 in Rio de Janeiro: Silber im Einzel und Gold mit der Mannschaft
- 2012 in London: Sieg im Einzel und mit der Mannschaft

### Jugend-Weltmeisterschaften
- 2003: 1. Platz im Doppel mit Li Qian, 1. Platz im Mixed mit Zeng Cem

### Asienspiele
- 2010: 1. Platz im Einzel, Doppel mit Guo Yue und im Team mit China
- 2006: 1. Platz im Doppel mit Guo Yue und im Team mit China

### World Cup
- 2014: 2. Platz im Einzel
- 2011: 2. Platz im Einzel
- 2008: 1. Platz im Einzel

### Pro Tour Grand Finals
- 2013: 1. Platz im Doppel
- 2011: 1. Platz im Doppel
- 2007: 1. Platz im Einzel, 1. Platz im Doppel mit Guo Yue

### Pro Tour
- 2016: 1. Platz im Doppel (Japan Open)
- 2016: 1. Platz im Einzel (Kuwait Open)
- 2015: 1. Platz im Einzel (Kuwait Open)
- 2013: 1. Platz im Doppel (Austrian Open, Kuwait Open, Qatar Open)
- 2013: 1. Platz im Einzel (China Open)
- 2012: 1. Platz im Einzel (China Open)
- 2011: 1. Platz im Doppel mit Guo Yue (German Open, Kuwait Open, Qatar Open, Slovenia Open, Austrian Open)
- 2010: 1. Platz im Doppel mit Guo Yue (Austrian Open, Harmony China Open)
- 2010: 1. Platz im Einzel (China Open)
- 2009: 1. Platz im Doppel mit Guo Yue (Harmony China Open)
- 2008: 1. Platz im Einzel (China Open, Singapore Open)
- 2007: 1. Platz im Einzel (Swedish Open, German Open, Qatar Open)
- 2007: 1. Platz im Doppel (German Open, Volkswagen Open(China), Japan Open mit Guo Yue || Kuwait Open mit Zhang Yining || Qatar Open mit Wang Nan || Croatian Open mit Chen Qing)
- 2006: 1. Platz im Doppel mit Guo Yue (Slovenia Open)
- 2005: 1. Platz im Einzel (Volkswagen Open(China))
- 2004: 1. Platz im Doppel mit Cao Zhen (Austrian Open, Panasonic Open (China))

## Privates
Li Xiaoxia ist verheiratet.

## Turnierergebnisse
| Verband | Veranstaltung                      | Jahr | Ort            | Land | Einzel        | Doppel        | Mixed         | Team |
| ------- | ---------------------------------- | ---- | -------------- | ---- | ------------- | ------------- | ------------- | ---- |
| CHN     | Asienmeisterschaft ATTU            | 2012 | Macau          | MAC  | Silber        | letzte 32     |               | 1    |
| CHN     | Asienmeisterschaft ATTU            | 2009 | Lucknow        | IND  | Silber        | Gold          | Gold          | 1    |
| CHN     | Asienmeisterschaft ATTU            | 2007 | Yangzhou       | CHN  | Silber        | Gold          | Viertelfinale | 1    |
| CHN     | Asienmeisterschaft ATTU            | 2005 | Jeju-do        | KOR  | letzte 16     |               | Halbfinale    |      |
| CHN     | Asienmeisterschaft ATTU            | 2003 | Bangkok        | THA  | Viertelfinale | Viertelfinale | Viertelfinale | 1    |
| CHN     | Asian Cup                          | 2016 | Dubai          | UAE  | Silber        |               |               |      |
| CHN     | Asian Cup                          | 2014 | Wuhan          | CHN  | Silber        |               |               |      |
| CHN     | Asian Cup                          | 2010 | Guangzhou      | CHN  | 9. Platz      |               |               |      |
| CHN     | Asian Cup                          | 2005 | New Delhi      | IND  | Silber        |               |               |      |
| CHN     | Asienspiele                        | 2010 | Guangzhou      | CHN  | Gold          | Gold          |               | 1    |
| CHN     | Asienspiele                        | 2006 | Doha           | QAT  |               | Gold          |               | 1    |
| CHN     | Asienmeisterschaft ATTU (Junioren) | 2003 | Hyderabad      | IND  | Halbfinale    |               | Gold          | 1    |
| CHN     | Asienmeisterschaft ATTU (Junioren) | 2001 | Hong Kong      | HKG  | Halbfinale    | Gold          |               | 1    |
| CHN     | Olympische Spiele                  | 2016 | Rio de Janeiro | BRA  | Silber        |               |               | 1    |
| CHN     | Olympische Spiele                  | 2012 | London         | ENG  | Gold          |               |               | 1    |
| CHN     | Pro Tour                           | 2016 | Tokio          | JPN  | Viertelfinale | Gold          |               |      |
| CHN     | Pro Tour                           | 2016 | Kuwait City    | KUW  | Gold          | Silber        |               |      |
| CHN     | Pro Tour                           | 2015 | Stockholm      | SWE  | letzte 64     | Halbfinale    |               |      |
| CHN     | Pro Tour                           | 2015 | Warschau       | POL  | Halbfinale    | Halbfinale    |               |      |
| CHN     | Pro Tour                           | 2015 | Kuwait City    | KUW  | Gold          | Viertelfinale |               |      |
| CHN     | Pro Tour                           | 2014 | Chengdu        | CHN  | Halbfinale    |               |               |      |
| CHN     | Pro Tour                           | 2013 | Jekaterinburg  | RUS  | Viertelfinale | Silber        |               |      |
| CHN     | Pro Tour                           | 2013 | Changchun      | CHN  | Gold          | Halbfinale    |               |      |
| CHN     | Pro Tour                           | 2013 | Doha           | QAT  | Halbfinale    | Gold          |               |      |
| CHN     | Pro Tour                           | 2013 | Kuwait City    | KUW  | Viertelfinale | Gold          |               |      |
| CHN     | Pro Tour                           | 2013 | Wels           | AUT  | Silber        | Gold          |               |      |
| CHN     | Pro Tour                           | 2012 | Shanghai       | CHN  | Gold          | Silber        |               |      |
| CHN     | Pro Tour                           | 2012 | Incheon City   | KOR  | Halbfinale    | Halbfinale    |               |      |
| CHN     | Pro Tour                           | 2012 | Budapest       | HUN  | Halbfinale    |               |               |      |
| CHN     | Pro Tour                           | 2011 | Schwechat      | AUT  | Halbfinale    | Gold          |               |      |
| CHN     | Pro Tour                           | 2011 | Suzhou         | CHN  | Halbfinale    | Silber        |               |      |
| CHN     | Pro Tour                           | 2011 | Dortmund       | GER  | Silber        | Gold          |               |      |
| CHN     | Pro Tour                           | 2011 | Dubai          | UAE  | Halbfinale    | Gold          |               |      |
| CHN     | Pro Tour                           | 2011 | Doha           | QAT  | Viertelfinale | Gold          |               |      |
| CHN     | Pro Tour                           | 2011 | Sheffield      | ENG  | Halbfinale    | Silber        |               |      |
| CHN     | Pro Tour                           | 2011 | Velenje        | SLO  | Silber        | Gold          |               |      |
| CHN     | Pro Tour                           | 2010 | Wels           | AUT  | Halbfinale    | Gold          |               |      |
| CHN     | Pro Tour                           | 2010 | Suzhou         | CHN  | Gold          | Gold          |               |      |
| CHN     | Pro Tour                           | 2009 | Su Zhou        | CHN  | Halbfinale    | Gold          |               |      |
| CHN     | Pro Tour                           | 2008 | Shanghai       | CHN  | Gold          | Silber        |               |      |
| CHN     | Pro Tour                           | 2008 | Singapur       | SIN  | Gold          | Halbfinale    |               |      |
| CHN     | Pro Tour                           | 2008 | Daejeon        | KOR  |               | Silber        |               |      |
| CHN     | Pro Tour                           | 2008 | Daejeon        | KOR  | letzte 32     | Silber        |               |      |
| CHN     | Pro Tour                           | 2008 | Yokohama       | JPN  | Silber        |               |               |      |
| CHN     | Pro Tour                           | 2008 | Changchun      | CHN  | Halbfinale    |               |               |      |
| CHN     | Pro Tour                           | 2008 | Doha           | QAT  | letzte 16     | Halbfinale    |               |      |
| CHN     | Pro Tour                           | 2008 | Kuwait City    | KUW  | Silber        | Halbfinale    |               |      |
| CHN     | Pro Tour                           | 2007 | Stockholm      | SWE  | Gold          | Viertelfinale |               |      |
| CHN     | Pro Tour                           | 2007 | Bremen         | GER  | Gold          | Gold          |               |      |
| CHN     | Pro Tour                           | 2007 | Shenzhen       | CHN  | Halbfinale    | Halbfinale    |               |      |
| CHN     | Pro Tour                           | 2007 | Nanjing        | CHN  | letzte 16     | Gold          |               |      |
| CHN     | Pro Tour                           | 2007 | Chiba          | JPN  | Viertelfinale | Gold          |               |      |
| CHN     | Pro Tour                           | 2007 | Salwa Cup      | KUW  | Viertelfinale | Gold          |               |      |
| CHN     | Pro Tour                           | 2007 | Doha           | QAT  | Gold          | Gold          |               |      |
| CHN     | Pro Tour                           | 2007 | Velenje        | SVN  | Halbfinale    | Silber        |               |      |
| CHN     | Pro Tour                           | 2007 | Zagreb         | HRV  | Viertelfinale | Gold          |               |      |
| CHN     | Pro Tour                           | 2006 | Guangzhou      | CHN  | Viertelfinale | Silber        |               |      |
| CHN     | Pro Tour                           | 2006 | Kunshan        | CHN  | Viertelfinale | Silber        |               |      |
| CHN     | Pro Tour                           | 2006 | Kuwait City    | KUW  | Viertelfinale | Halbfinale    |               |      |
| CHN     | Pro Tour                           | 2006 | Doha           | QAT  | Silber        | Halbfinale    |               |      |
| CHN     | Pro Tour                           | 2006 | Zagreb         | HRV  | Halbfinale    | Silber        |               |      |
| CHN     | Pro Tour                           | 2006 | Velenje        | SVN  | Halbfinale    | Gold          |               |      |
| CHN     | Pro Tour                           | 2005 | Göteborg       | SWE  | Viertelfinale | letzte 16     |               |      |
| CHN     | Pro Tour                           | 2005 | Magdeburg      | GER  | letzte 64     | letzte 16     |               |      |
| CHN     | Pro Tour                           | 2005 | Shenzhen       | CHN  | Gold          | Viertelfinale |               |      |
| CHN     | Pro Tour                           | 2005 | Harbin         | CHN  | Halbfinale    | Halbfinale    |               |      |
| CHN     | Pro Tour                           | 2004 | Wels           | AUT  | letzte 32     | Gold          |               |      |
| CHN     | Pro Tour                           | 2004 | Leipzig        | GER  | Halbfinale    | Viertelfinale |               |      |
| CHN     | Pro Tour                           | 2004 | Wuxi           | CHN  | Viertelfinale | Gold          |               |      |
| CHN     | Pro Tour                           | 2004 | Singapur       | SIN  | Viertelfinale | Halbfinale    |               |      |
| CHN     | Pro Tour                           | 2004 | Pyeongchang    | KOR  | letzte 16     | letzte 16     |               |      |
| CHN     | Pro Tour                           | 2002 | Farum          | DEN  | Halbfinale    | Silber        |               |      |
| CHN     | Pro Tour                           | 2002 | Warschau       | POL  | Viertelfinale | Silber        |               |      |
| CHN     | Pro Tour                           | 2002 | Eindhoven      | NED  | letzte 32     | Silber        |               |      |
| CHN     | Pro Tour                           | 2002 | Magdeburg      | GER  | letzte 16     | Silber        |               |      |
| CHN     | Pro Tour                           | 2002 | Kairo          | EGY  | Viertelfinale | Silber        |               |      |
| CHN     | Pro Tour Grand Finals              | 2013 | Dubai          | UAE  | Halbfinale    | Gold          |               |      |
| CHN     | Pro Tour Grand Finals              | 2011 | London         | ENG  | Halbfinale    | Gold          |               |      |
| CHN     | Pro Tour Grand Finals              | 2008 | Macao          | MAC  | letzte 16     |               |               |      |
| CHN     | Pro Tour Grand Finals              | 2007 | Peking         | CHN  | Gold          | Gold          |               |      |
| CHN     | Pro Tour Grand Finals              | 2006 | Hong-Kong      | HKG  | Silber        | Halbfinale    |               |      |
| CHN     | Weltmeisterschaft                  | 2016 | Kuala Lumpur   | MAS  |               |               |               | 1    |
| CHN     | Weltmeisterschaft                  | 2015 | Suzhou         | CHN  | Halbfinale    | Silber        |               |      |
| CHN     | Weltmeisterschaft                  | 2014 | Tokio          | JPN  |               |               |               | 1    |
| CHN     | Weltmeisterschaft                  | 2013 | Paris          | FRA  | Gold          | Gold          |               |      |
| CHN     | Weltmeisterschaft                  | 2012 | Dortmund       | GER  |               |               |               | 1    |
| CHN     | Weltmeisterschaft                  | 2011 | Rotterdam      | NED  | Silber        | Gold          |               |      |
| CHN     | Weltmeisterschaft                  | 2010 | Moskau         | RUS  |               |               |               | 2    |
| CHN     | Weltmeisterschaft                  | 2009 | Yokohama       | JPN  | Halbfinale    | Gold          |               |      |
| CHN     | Weltmeisterschaft                  | 2008 | Guangzhou      | CHN  |               |               |               | 1    |
| CHN     | Weltmeisterschaft                  | 2007 | Zagreb         | HRV  | Silber        | Silber        | keine Teiln.  |      |
| CHN     | Weltmeisterschaft                  | 2006 | Bremen         | GER  |               |               |               | 1    |
| CHN     | World Cup                          | 2014 | Linz           | AUT  | Silber        |               |               |      |
| CHN     | World Cup                          | 2011 | Singapur       | SIN  | Silber        |               |               |      |
| CHN     | World Cup                          | 2009 | Guangzhou      | CHN  | 3. Platz      |               |               |      |
| CHN     | World Cup                          | 2008 | Kuala Lumpur   | MAS  | Gold          |               |               |      |
| CHN     | World Cup                          | 2006 | Urumqi         | CHN  | Viertelfinale |               |               |      |
| CHN     | Jugend-Weltmeisterschaft           | 2003 | Santiago       | CHI  | Halbfinale    | Gold          | Gold          | 1    |
| CHN     | WTC-World Team Cup                 | 2013 | Guangzhou      | CHN  |               |               |               | 1    |
| CHN     | WTC-World Team Cup                 | 2011 | Magdeburg      | GER  |               |               |               | 1    |
| CHN     | WTC-World Team Cup                 | 2010 | Dubai          | UAE  |               |               |               | 1    |
| CHN     | WTC-World Team Cup                 | 2009 | Linz           | AUT  |               |               |               | 1    |
| CHN     | WTC-World Team Cup                 | 2007 | Magdeburg      | GER  |               |               |               | 1    |